# Arthur Wakefield
Pour les articles homonymes, voir Wakefield (homonymie).
Arthur Wakefield (né le 19 novembre 1799 - décédé le 17 juin 1843), est un militaire britannique, capitaine de grade, fondateur de la Compagnie de Nouvelle-Zélande. Il est le second frère de Edward Gibbon Wakefield.

## Biographie
Arthur naquit à Essex près de Londres, et rejoignit la "Royal Navy" à l'âge de 11 ans. Il a vu l'action dans les Indes orientales néerlandaises et a fait partie de la force qui a attaqué et brûlé Washington, D.C. pendant la guerre de 1812. Il a pris part à la Bataille d'Alger, une des batailles les plus ensanglantées menées par la Marine britannique dans cette ère. Dans la période post-napoléonienne, il a été posté en Amérique du Sud, impliqué dans les devoirs diplomatiques pendant les différentes guerres d'indépendance. Il a alors passé plusieurs années sur la côte de l'Afrique de l'ouest dans le cadre de la flottille retenue dans la suppression du commerce d'esclave. Il a aussi fait son devoir dans l'Atlantique Nord, les Antilles et la Méditerranée. On lui a finalement donné le commandement de son propre navire, la frégate à vapeur Rhadamanthus. Pourtant, en 1837, il a été délaissé pour une promotion, ainsi, et reconnaissant que sa carrière ne le menait nulle part, il démissionna de la Marine en 1841.
Il fut recruté par son frère dans la New Zealand Company et mener la nouvelle colonie à Nelson. Sa tâche était de sélectionner un groupe de colons, de les escorter en Nouvelle-Zélande et de superviser l'agrandissement de la nouvelle ville. Ils voguèrent sur le Whitby et arrivèrent à Nelson en février 1842.
La colonie de Nelson commença plutôt bien avec le Capitaine Arthur Wakefield qui faisait tout son possible pour promouvoir le développement ordonné de la colonie. Bien qu'il semble avoir été assez paternel dans son attitude avec les colons, il semble aussi avoir été respecté et admiré.
Pourtant la nouvelle colonie eut bientôt de sérieuses difficultés. La New Zealand Company et particulièrement son frère, Edward Gibbon Wakefield, avait fait des promesses extravagantes aux colons sur la disponibilité des terrains, en offrant une acre (4 000 m²) du terrain urbain, cinquante acres (200 000 m²), du terrain de banlieue et 150 acres (600 000 m²) de terrain rural pour chaque famille de colons. Ils n'avaient rien de cette quantité de terrain disponible et les propriétaires existants, les Maoris, les gens natals du pays, ont rechigné à vendre leur terrain et peu disposés à se fier aux promesses de la New Zealand Company.
En 1839, un navire de pêche à la baleine, le Caroline, sous le commandement du capitaine John Blenkinsop, avait visité Wairau et avait pris à bord de l'eau et du bois. Il a navigué ensuite jusqu'à l'Île de Kapiti dénichant le chef, Te Rauparaha pour payer le bois. Il a reçu Te Rauparaha pour signer la réception pour la vente et est ensuite parti en toute hâte. Te Rauparaha a montré la réception à un autre commerçant qui lui a dit qu'il avait été dupé, que la réception était en fait un contrat de vente pour toute la Plaine Wairau.
En ce temps c'était un crime assez inutile parce que Te Rauparaha était la loi dans la région, la seule loi qui existait. Pas même la signature du Traité de Waitangi un an plus tard n'allait changé cette situation. Blenklinsop se noya en mer et sa veuve vendit son "terrain" à Edward Wakefield qui l'utilisa pour réclamer que la New Zealand Company possédait la plupart du fond de l'Île du Nord et du haut de l'Île du Sud. Quand ils arrivèrent finalement en Nouvelle-Zélande ils découvrirent bientôt que leur survie dépendait de la bonne volonté du Māori qui détenait tout le pouvoir. En outre le nouveau gouvernement de William Hobson dans Auckland n'était pas du tout sympathique à leurs problèmes.
Une des doctrines fondamentales du Traité était la compréhension que la Couronne protégerait les Maoris de ceux qui essayeraient de leur escroquer leur terrain. Certains membres de la Compagnie de Nouvelle-Zélande et beaucoup de colons ont d'autre part vu les Maoris comme les sauvages ignorants qui n'avaient aucun droit de faire obstacle à d'honnêtes colons britanniques.
C'était la période où l'Empire britannique grandissant était très conscient de ce qu'il voyait comme son destin manifeste, celui de gouverner les indigènes du monde.
Au même moment, Arthur Wakefield a constaté qu'il avait beaucoup plus de colons qu'il n'avait de terrains et ils n'étaient pas contents. Ils ont cru que les terres leur étaient dues et les occupants Maoris n'avaient aucun droit de se mettre sur leur route. Pour une fois, Edward Gibbon Wakefield préconisa la prudence, mais il était à Wellington et son frère Arthur était l'homme sur le terrain.
Le Juge d'instance à Nelson, Henry Thompson, était un homme très colérique, arrogant qui n'était pas disposé à admettre que la colonie de Nelson n'était pas en leur possession et qu'ils ne contrôlaient pas les Plaines Wairau. Te Rauparaha et Te Rangihaeata allèrent à Nelson et ont fait très clairement comprendre qu'ils ne permettraient pas aux colons d'occuper la Plaine Wairau. En dépit de cela, Wakefield et Thompson ont envoyé des colons. Les Maoris très fermement, mais sans violence, les expulsèrent hors de leur terrain. 
Thompson a immédiatement délivré un mandat pour l'arrestation des deux chefs. Lui et Wakefield ont alors recruté un groupe d'agents spéciaux et les ont emmenés pour réaliser cette arrestation. Le résultat fut le Massacre de Wairau, dans lequel Arthur Wakefield et 21 hommes du groupe trouvèrent la mort, tués par les Maoris au cours de la confrontation.
Il est difficile de trouver le responsable de ce désastre. Henry Thompson a l'air d'être celui qui a poussé à l'arrestation de Te Rauparaha et il était déjà réputé pour ses impulsions têtues, irrationnelles. Mais Wakefield était supposé être aux commandes de la colonie. Son frère lui avait dit que la revendication du terrain n'était pas valable. Il semble qu'il ait cédé aux pressions et aux attentes des gens autour de lui et particulièrement à Thompson. S'il avait été un plus fort, s'il avait écouté sa conscience plutôt que la convenance, il ne serait peut-être pas mort à Wairau.
Et encore on ne pouvait le considérer comme étant un homme de faible volonté, ayant été un officier dans la Royal Navy pendant de nombreuses années et était monté jusqu'à pouvoir commander son propre navire avec le succès connu. Il avait acquis beaucoup d'expériences et il aurait dû reconnaître la folie d'aborder Te Rauparaha et ses guerriers à Wairau.
L'investigation gouvernementale a constaté par la suite que l'expédition entière avait été illégale et avait disculpé les Maoris. Cela ne fit pas plaisir aux colons, qui immédiatement commencèrent une campagne politique contre le Gouverneur, Robert FitzRoy ce qui contribuera à son premier licenciement.